# Kerstperiode

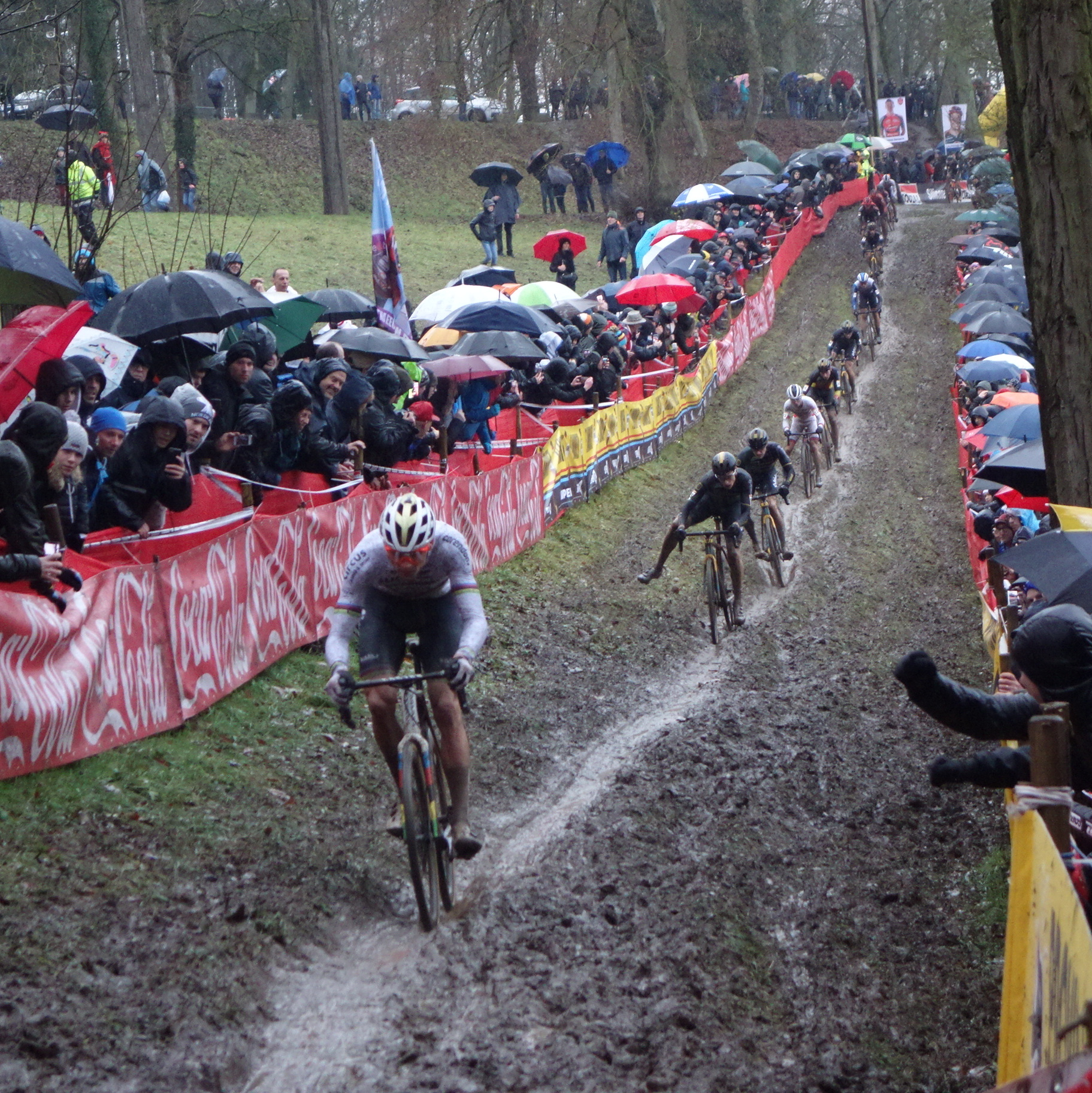
Typische Streckenverhältnisse bei nasskaltem Wetter und aufgeweichtem Boden.

Als Kerstperiode (niederländisch für Weihnachtszeit) wird im Cyclocross die Zeit rund um Weihnachten und Neujahr bezeichnet, in der in Belgien besonders viele Rennen stattfinden. Sie gilt neben den Cyclocross-Weltmeisterschaften als einer der Höhepunkte der Saison. Durch die Dominanz Belgiens in diesem Sport hat sich der Begriff fachbezogen auch in andere Sprachen übertragen.

## Hintergrund
Die Kernzeit der Cyclocross-Saison in Europa reicht von Mitte Oktober bis Mitte Februar, da der Sport ursprünglich als winterliche Ergänzung der Straßenradsport-Saison entstand. Hochrangige Cyclocrossrennen werden in Belgien von tausenden Zuschauern besucht und live im Fernsehen übertragen; sie genießen eine Popularität, die mit der von Wintersport im deutschen Sprachraum vergleichbar ist. Die Feiertage und die Ferienzeit zwischen den Jahren bieten die Möglichkeit, ein großes Publikum zu erreichen, weshalb der Cyclocross-Kalender dann dicht gedrängt ist. Der Begriff der Kerstperiode ist nicht scharf abgegrenzt, im Allgemeinen versteht man darunter die Zeit vom letzten Wochenende vor Weihnachten bis einige Tage nach Neujahr. Da die große Mehrzahl der Rennen in Flandern auf engem Raum stattfinden, ist es Fans auch möglich, vor Ort mehreren Rennen beizuwohnen. Jede Veranstaltung beinhaltet ein Rennen für Männer und eins für Frauen, in einigen Fällen gibt es gesonderte Rennen für die Kategorien U23 und Junioren.
Für die Fahrer und ihre Teams bedeutet die Periode einerseits eine große Belastung, andererseits aber die Möglichkeit, prestigeträchtige und lukrative Rennen vor großem Publikum zu bestreiten, was auch Fahrer aus Übersee anlockt. Die Veranstalter bemühen sich ihrerseits, die besten Fahrer für ihre Rennen zu gewinnen. Die Medien wiederum kolportieren, welche der besten Fahrer wo auftreten werden.

## Liste der Rennen

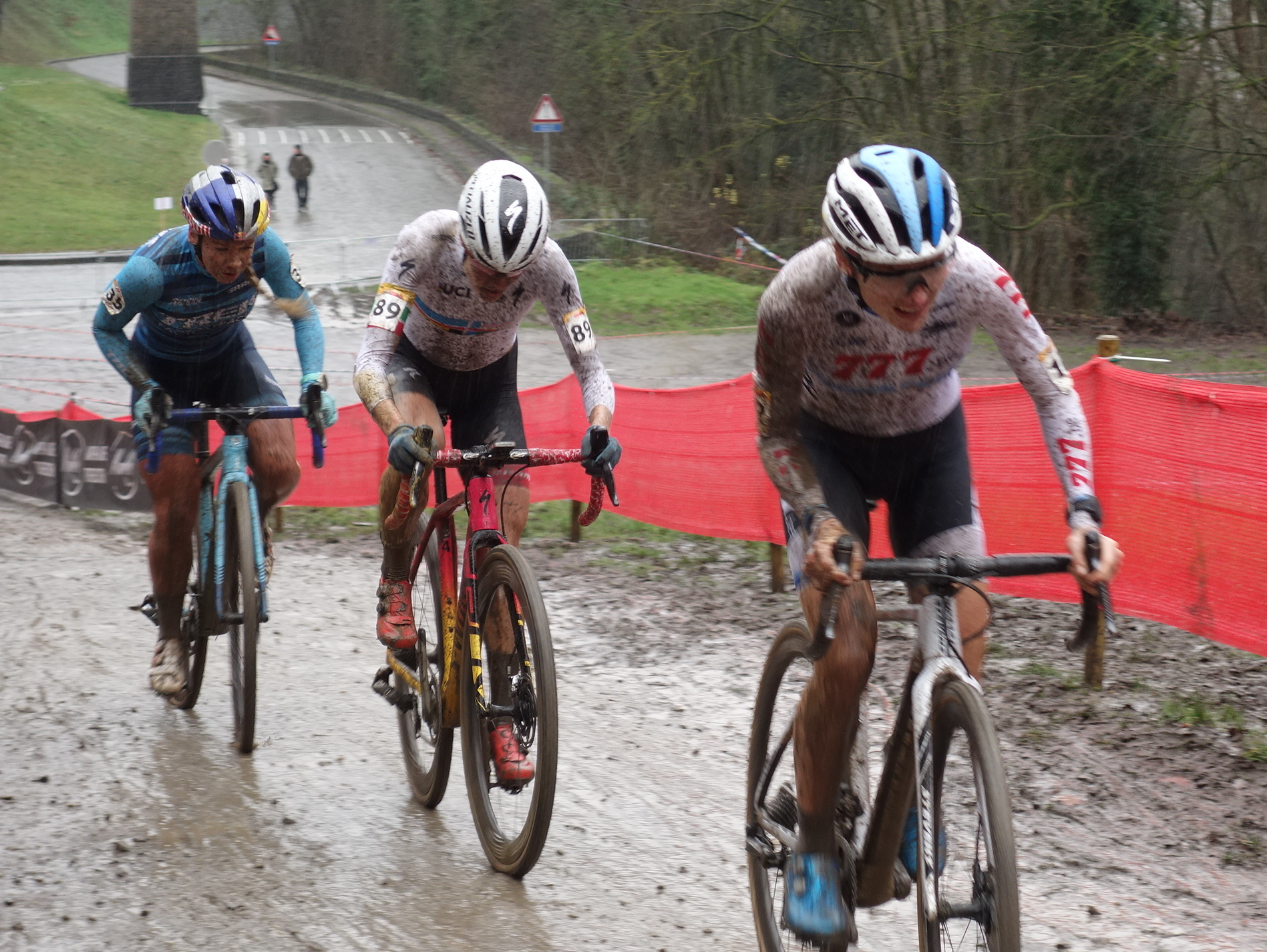
Europameisterin Yara Kastelijn vor Panamerika-Meisterin Maghalie Rochette beim Citadelcross in Namur 2019.

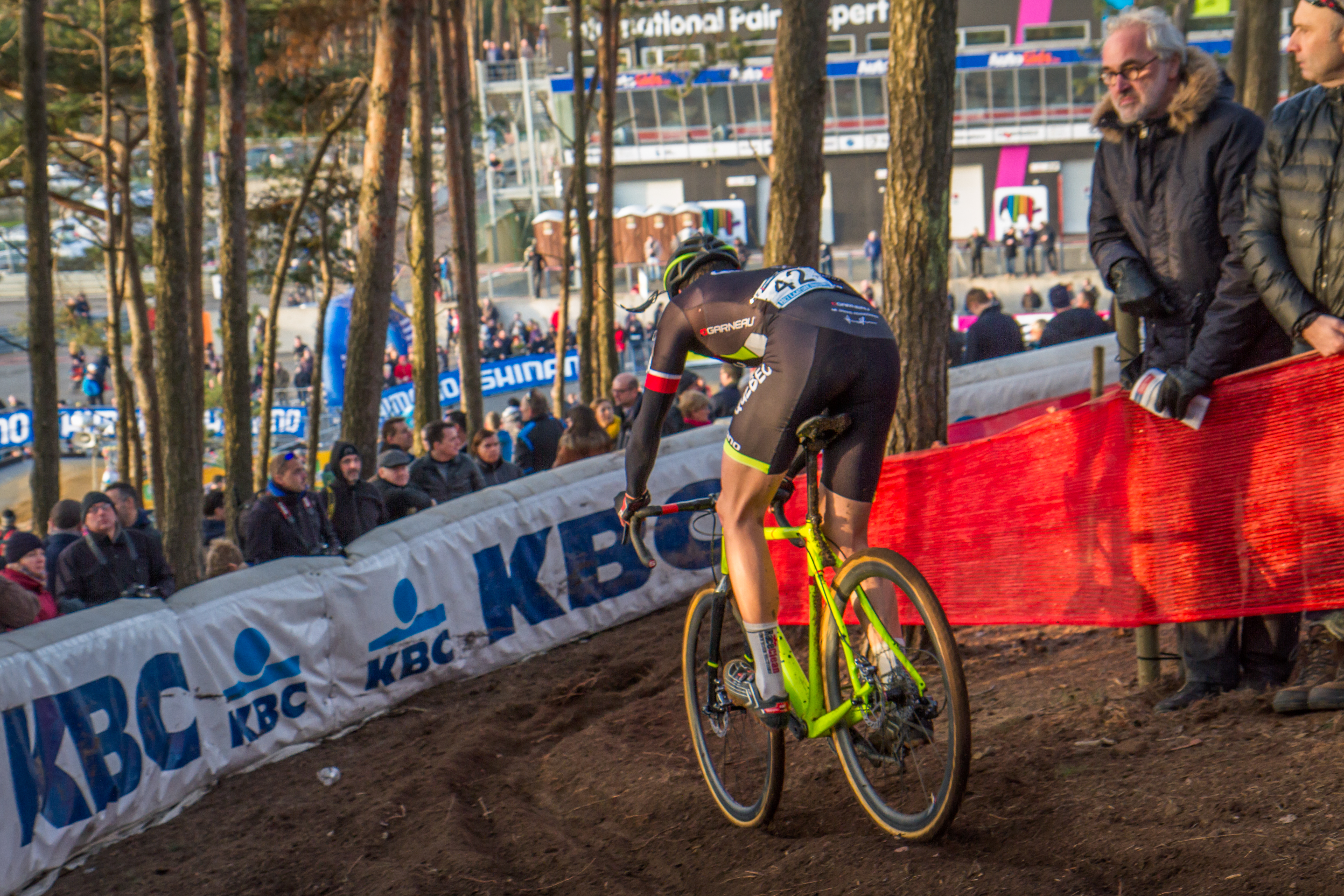
Szene vom Cyclocross Zolder 2015.

Eine speziell auf die Kerstperiode zugeschnittene Rennserie, analog zur Vierschanzentournee im Skispringen etwa, existiert nicht. Die meisten Rennen dieser Zeit gehören zu den drei großen Rennserien des Cyclocross, die jeweils die ganze Saison hindurch laufen: zum Weltcup, zum Superprestige oder zur Trofee Veldrijden (derzeit X²O Badkamers Trofee genannt). Im Schnitt findet während der Kerstperiode alle zwei Tage ein Rennen statt; in der Saison 2023/24 waren es vom 22. Dezember bis zum 7. Januar elf Rennen.
Die konkret ausgetragenen Rennen wechseln im Laufe der Jahre, einige haben jedoch seit langer Zeit einen angestammten Platz im Kalender:
- Der Citadelcross Namur findet als einziges Rennen in Wallonien statt, auf dem Gelände der Zitadelle von Namur oberhalb der Stadt. Demzufolge enthält er viele Steigungen und gilt als sehr hartes Rennen. Er hat seit 2011 seinen Platz auf dem letzten Sonntag vor Heiligabend.
- Der Cyclocross Zolder spielt sich auf dem Gelände des Circuit Zolder ab, der auch aus dem Motorsport bekannt ist, und zwar seit 2008, traditionell am 26. Dezember. Er löste darin die Kersttrofee Hofstade ab. Seit 2021 wird das Rennen jeweils am 27. Dezember gehalten.
- Der Veldrit Diegem existiert seit 1975, jeweils zwischen Weihnachten und Silvester. Er findet im Gegensatz zu den meisten Cyclocross-Rennen nicht nachmittags, sondern abends bei Kunstlicht statt und bezieht neben dem örtlichen Park auch den Ortskern des Brüsseler Vororts mit ein.
- Der Azencross in Loenhout besteht seit 1984 und hat seinen Platz ebenfalls zwischen Weihnachten und Silvester. Sein wohl bekanntestes Merkmal ist der im Cyclocross sonst nicht übliche Pumptrack, der einmal pro Runde passiert wird.
- Der GP Sven Nys findet seit 2000 immer am 1. Januar in Baal statt, dem Heimatort des belgischen Cyclocross-Idols Sven Nys, der dort ein Trainingszentrum betreibt.[10]
- Der Cyclocross Gullegem wird erst seit 2018 gefahren und reiht sich am ersten Sonnabend nach Neujahr ein. Da er nicht zu den großen Serien gehört, wird er von etlichen Fahrern ausgelassen.

Unstet ist der Zeitpunkt des Scheldecross, der auf dem Sint-Annastrand gegenüber dem Stadtzentrum von Antwerpen abgehalten wird und lange Laufpassagen durch tiefen Sand beinhaltet. Er findet seit 2006 meist am dritten Advents-Wochenende statt; 2023 wurde er auf den 23. Dezember gelegt. 2023/24 lagen zusätzlich der Zilvermeercross in Mol, der Cyclocross Gavere, der Vestingcross in Hulst, der Duinencross Koksijde sowie der Cyclocross Zonhoven in der Kerstperiode. Fester Bestandteil von 1993 bis 2020 war der Sylvestercross Bredene, meist am 29. oder 30. Dezember ausgetragen. Er fand letztmals 2021 im September statt und wurde anschließend eingestellt. 